# Siat
Siat (en alemán, Seth) es una localidad situada en la comuna suiza de Ilanz/Glion, en el cantón de los Grisones.
Fue una comuna independiente hasta su disolución, el 31 de diciembre de 2013.